# Плейдрайв
Плейдра́йв — цифровой плеер со встроенным полноразмерным штекером USB «type A». Встречаются также названия MP3-stick, MP3-drive, Music-stick, Music-drive.
Благодаря встроенному штекеру, устройство можно подключать к USB-гнезду компьютера напрямую, без использования дополнительных соединительных проводов. Аналогично флэш-драйвам.
Плейдрайвы обычно определяются компьютером как UMS-устройства, то есть не требуют дополнительного ПО для работы с ними. При соединении происходит зарядка встроенного аккумулятора. Большинство современных плейдрайвов имеет монохромный LCD дисплей.

## Появление и развитие
Первые плейдрайвы начали появляться во второй половине 2002 года. Толчком послужило начало поддержки аппаратной платформой от Sigmatel, STMP3400, протокола UMS. Новые ОС от Microsoft Windows 2000, Windows Me и Windows XP имели встроенные драйвера для UMS-устройств.

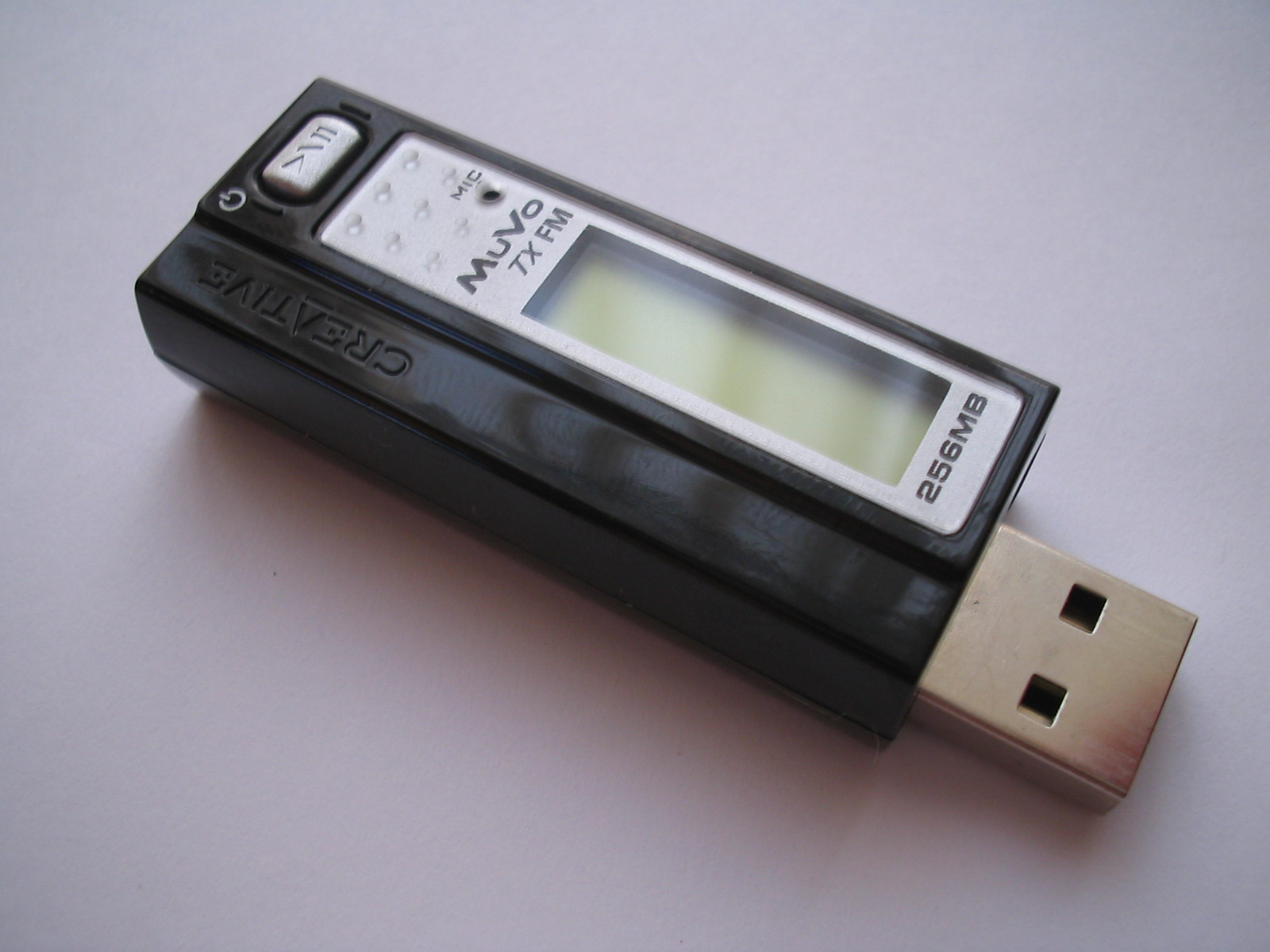
Creative MuVo TX FM 256Mb. Модуль с памятью и USB-штекером.

В середине 2002 года компания Creative представила модель Nomad MuVo, состоящую из двух модулей: модуль с батареей и модуль с памятью и USB-штекером.
Первые цельные плейдрайвы выпускали различные китайские производители.
В 2003—2004 годах начали появляться модели с OLED-дисплеем.

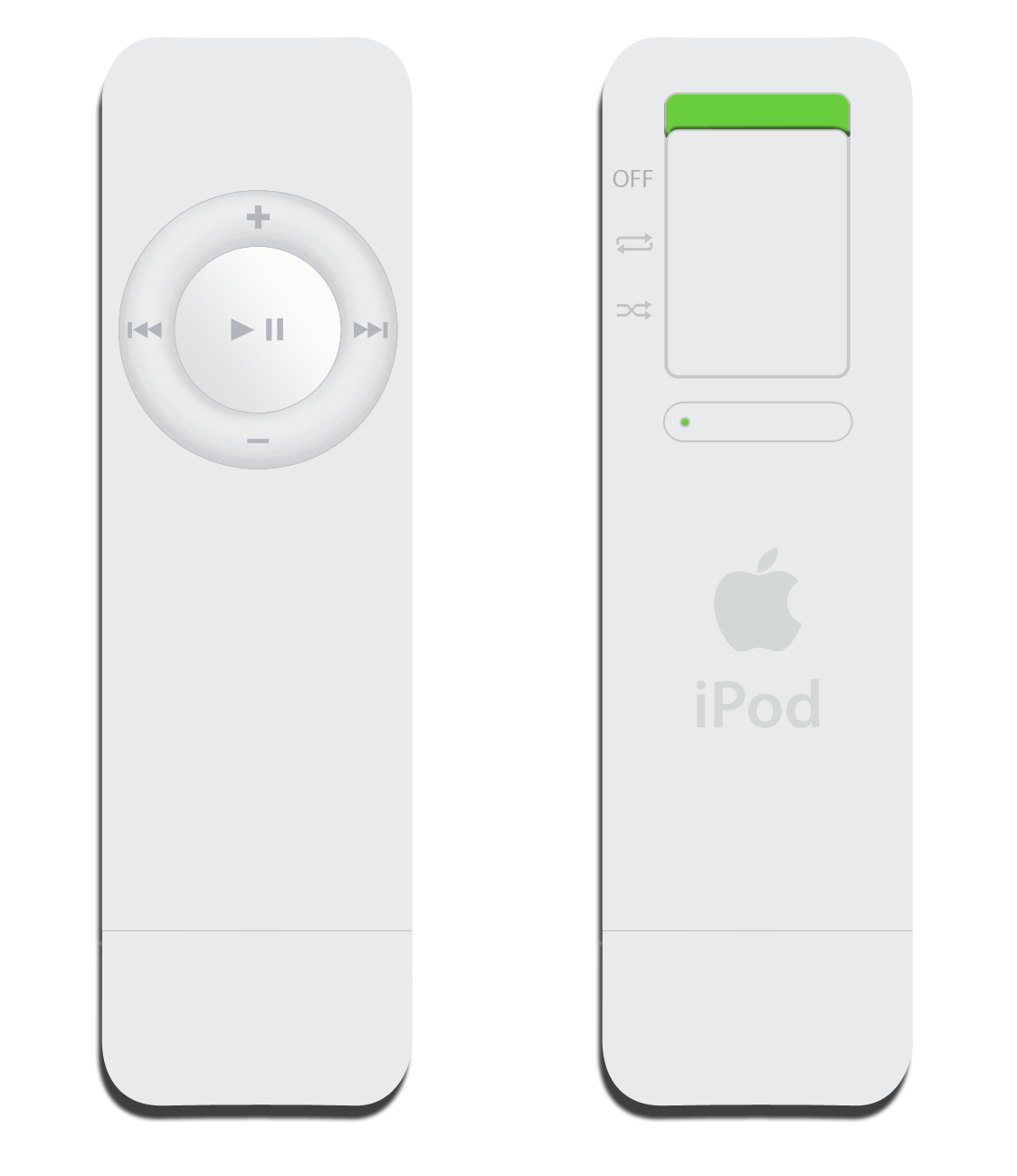
iPod shuffle 1-го поколения

Первым плейдрайвом от крупной компании был iPod shuffle, вышедший в начале 2005 года. После его успешных продаж на этот класс устройств обратили внимание и другие производители.
Сейчас плейдрайвы часто оснащаются FM-тюнером и микрофоном.
Некоторые современные устройства имеют дополнительные возможности, например, слот для карт памяти. Иногда применяются тонкие штекеры USB «type A».